# Camba
Camba (palavra de etimologia incerta) é um termo com o qual se designam os habitantes da Bolívia oriental, um território que cobre dois terços do país e que administrativamente é formado pelos departamentos de Pando, Beni e Santa Cruz. 
A singularidade histórica e cultural existente entre o altiplano boliviano e as zonas baixas dá origem a movimentos autonomistas como a "Nação Camba" (Nación Camba).

## Língua
Algumas palavras no castelhano camba segundo Nikulin (2019):

### Plantas
| castelhano camba        | nome científico                  | português                    |
| ----------------------- | -------------------------------- | ---------------------------- |
| achachairú              | Garcinia humilia                 | achachairu                   |
| ambaibo                 | Cecropia concolor                | embaúba                      |
| aribibi                 | Capsicum frutescens              | esp. de pimenta              |
| asotocó                 | Piptadenia robusta               | esp. de árvore               |
| asucaró ~ az-           | Spondias mombin                  | taperebá, cajá               |
| bi                      | Genipa americana                 | jenipapo                     |
| bibosi                  | Ficus sp.                        | caxinguba, gameleira         |
| carona                  | Elyonurus muticus                | capim-carona                 |
| chaaco                  | Curatella americana              | sambaíba, lixeira            |
| chichapí                | Celtis pubescens                 | juá-mirim                    |
| chisojo                 | Terminalia argentea              | capitão-do-campo             |
| chupurujumo             | Tagetes minuta                   | cravo-de-defunto             |
| cuchi                   | Myracrodruon urundeuva           | aroeira, urundeúva           |
| curupaú                 | Anadenanthera colubrina          | angico                       |
| cusé                    | Casearia gossypiosperma          | espeteiro, guaçatonga        |
| cutuqui                 | Petiveria alliacea               | guiné                        |
| guapá                   | Guadua paniculata                | taquara                      |
| guapomó                 | Salacia elliptica                | bacupari                     |
| jarajorechi             | Hippeastrum sp.                  | amarílis                     |
| (j)isotoúbo             | Sapindus saponaria               | saboeiro                     |
| joco                    | Cucurbita moschata               | abóbora                      |
| jorori                  | Swartzia jorori                  | sangue-de-bugre, justa-conta |
| juno                    | Chloroleucon tenuiflorum         | barreiro                     |
| macararú                | Caryocar brasiliensis            | pequi(zeiro)                 |
| mapajo                  | Ceiba burchellii                 | paineira                     |
| masiaré                 | Galphimia brasiliensis           | triális                      |
| motacú                  | Attalea princeps                 | urucuri                      |
| motojobobo              | Lycianthes asarifolia            | solano-rasteiro              |
| motoyoé                 | Melicoccus lepidopetalus         | ivapovó                      |
| ochoó                   | Hura crepitans                   | açacu                        |
| pachío                  | Passiflora cincinnata            | maracujá                     |
| paquió                  | Hymenaea courbaril               | jatobá                       |
| parajobobo ~ pajarobobo | Tessaria integrifolia            | bobo                         |
| patujú                  | Heliconia rostrata               | bananeira-do-brejo           |
| pequi                   | Pseudobombax sp.                 | embiruçu                     |
| sirari                  | Peltogyne sp.                    | pau-roxo                     |
| soriocó                 | Qualea multiflora, Erythrina sp. | pau-terra-liso, mulungu      |
| sucá                    | Spondias mombin                  | taperebá, cajá               |
| sujo                    | Imperata brasiliensis            | capim-sapé                   |
| sumuqué                 | Syagrus sancona                  | jaciarana                    |
| tajibo                  | Tabebuia ochracea                | ipê-amarelo                  |
| toborochi               | Ceiba speciosa                   | paineira-rosa                |
| totaí                   | Acrocomia aculeata               | macaúba                      |
| utobo                   | Luehea paniculata                | açoita-cavalo                |

### Animais
| castelhano camba | nome científico                   | português                 |
| ---------------- | --------------------------------- | ------------------------- |
| jichi            | qualquer verme                    | vermes                    |
| peta             | Testudinata sp.                   | jabuti, cágado, tartaruga |
| sama             | Araneae sp.                       | aranha                    |
| seboro           | Bracyura sp.                      | caranguejo                |
| boyé             | Boa constrictor                   | jibóia                    |
| capiguara        | Hydrochoerus hydrochaeris         | capivara                  |
| casabiro         |                                   | esp. de peixe             |
| chuubi           | Rupornis magnirostris             | caxinguba, gameleira      |
| cujuchi          | Ctenomys sp.                      | tuco-tuco                 |
| cuyabo           | Nyctidromus albicollis            | bacurau, curiango         |
| guajojó          | Nyctibius sp.                     | urutau                    |
| japutamo         | Trombicula sp.                    | larva de carrapato        |
| jaúsi            | Ameiva ameiva                     | calango-verde             |
| (j)obobosí       | Scaptotrigona depilis             | abelha canudo, mandaguari |
| jochi            | Dasyprocta punctata               | paca                      |
| macono           | Herpetotheres cachinnans          | acauã                     |
| manechi          | Alouatta caraya                   | bugio                     |
| masi             | Sciurus ignitus                   | serelepe, caxinguelê      |
| maúri            | Crotophaga ani                    | anu-preto                 |
| paraba           | Anodorhynchus sp., Ara sp.        | arara                     |
| parabachi        | Ara severa                        | maracanã-guaçu            |
| pasanca          | Eurypelma sp., Acanthoscurria sp. | caranguejeira             |
| peji             | Euphractus sexcinctus             | tatu-peba                 |
| pejichi          | Priodontes maximus                | tatu-canastra             |
| peni             | Tupinambis teguixin               | teiú                      |
| seboí            | Molothrus bonariensis             | chupim                    |
| socori           | Cariama cristata                  | seriema                   |
| tapití           | Sylvilagus brasiliensis           | tapiti                    |
| taracoé          | Aramides cajaneus                 | saracura                  |
| tarechi          | Pionus maximiliani                | maitaca-verde             |
| tibibi           | Tringa sp.                        | perna-amarela             |
| tojo             | Psarocolius decumanus             | japu-preto                |
| yoperojobobo     | Bothrops atrox                    | jararaca                  |